# ESC Trappes SQ Yvelines
L'Étoile sportive des cheminots de Trappes-Saint-Quentin-en-Yvelines est un club français de basket-ball dont la section masculine évolue en NM3 (5e échelon national du championnat français). Le club est basé dans la ville de Trappes.

## Historique
Le club de basket-ball de Trappes naît en 1936 avec une équipe féminine. En 1937, le club de basket-ball masculin voit le jour sous l’impulsion de M. Bourrée, chef de l’école d’apprentissage SNCF. En 1945, l'USC Trappes et l'ES Trappes fusionnent, donnant naissance à l'Étoile sportive des cheminots de Trappes. En 1990, la section basket-ball prend le nom d'Étoile sportive des cheminots de Trappes-Saint-Quentin-en-Yvelines. Le club monte en Nationale 3 en 1992. En 2000, l'ESCTSQY accède à la NM2, puis à la NM1 en 2006, où elle ne reste qu'une saison, finissant dernière du championnat.
L'équipe première évolue en NM2, jouant les qualifications pour remonter en NM1 face à l'équipe de La Rochelle durant la saison 2011. Elle échoue de peu à l'extérieur. Désormais, l'équipe première évolue en NM3.

## Entraîneurs successifs
- ?-2005 :  Fabrice Calmon
- 2005-2006 :  Orazio Noto
- 2006-2007 :  Vincent Lavandier
- 2009-2010 :  Jean-Paul Rebatet
- 2011-2016 :  Mostapha El Hafidi
- 2016-2017 :  Yvan Fulgosi
- 2017-2018 :  Steed Tchicamboud
- 2019-2022 :  Cyril Méjane
- depuis 2022 :  Steeve Essart

## Joueurs célèbres ou marquants
- Jean-Marc Kraidy
- Abbas Sy
- Ismaïla Sy
- Michael Mokongo